# Herb Brooks National Hockey Center
Das Herb Brooks National Hockey Center ist eine Eissporthalle auf dem Campus der St. Cloud State University (SCSU) in der US-amerikanischen Stadt St. Cloud im Bundesstaat Minnesota. Sie ist seit Dezember 1989 die Heimspielstätte der NCAA-Eishockeyteams der St. Cloud State Huskies und der St. John’s Johnnies (College of Saint Benedict and Saint John’s University).

## Geschichte
Das Herb Brooks National Hockey Center bietet zwei Eisflächen nach den Vorgaben der IIHF (60,96 × 30,48 m) und dazugehören Funktionsräumen. Die Hauptarena wurde nach Brendan J. McDonald, einem früheren Präsidenten der Universität, benannt und bietet 5763 Zuschauern Sitzplätze. Die Plätze befinden sich auf zwei Ebenen auf den Längsseiten, auf der einen Querseite befinden sich V.I.P.-Lounges, auf der anderen Seite wenige zusätzliche Sitzplätze. In den Jahren 2000 und 2006 wurde die Arena teilweise modernisiert, 2004 erhielt sie zwei neue Videoleinwände. Die zweite Eisfläche ist mit der Hauptarena verbunden. Sie verfügt über mehrere hundert Zuschauerplätze.
Das Herb Brooks National Hockey Center wird auch für weitere Veranstaltungen genutzt. Hierbei bietet es Platz für rund 7500 Personen. 2009 begannen Ausbau- und Modernierungsarbeiten, um das Center in eine vollwertige Eishockey- und Veranstaltungsarena zu erweitern.
Im April 2013 wurde die Eishalle nach dem 2003 verstorbenen Trainer Herb Brooks benannt, welcher bei den Olympischen Winterspielen 1980 als Cheftrainer der Eishockeynationalmannschaft der Vereinigten Staaten am legendären Miracle on Ice gegen die sowjetische Eishockeynationalmannschaft beteiligt war und außerdem die Eishockeymannschaft der St. Cloud State University trainierte.

## Galerie

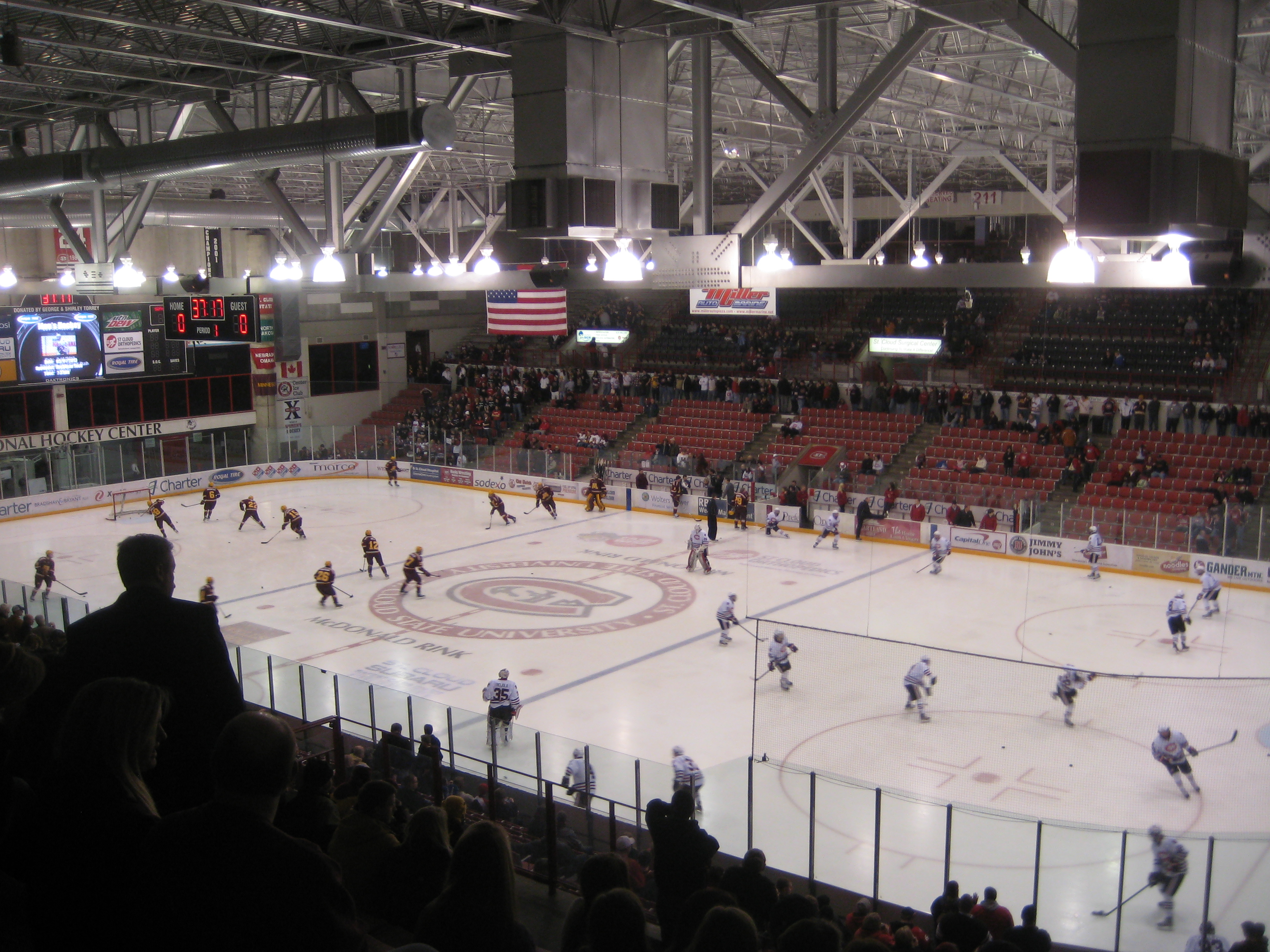
Der Innenraum (Februar 2013)